# 分析論前書
『分析論前書』（ぶんせきろんぜんしょ、古希: Ἀναλυτικὰ Πρότερα、羅: Analytica Priora, 英: Prior Analytics）とは、アリストテレスの著作であり、『オルガノン』の中の一冊。
文字通り、「分析的推論」としての「論証」（希: αποδειξις、ギリシア語ラテン翻字: apodeiksis、アポデイクシス）、いわゆる「三段論法」（希: συλλογισμός、ギリシア語ラテン翻字: syllogismos、シュロギスモス）のあり方について述べられている。

## 構成

### 概要
全2巻から成る。
- 第1巻 - 全46章。
  - 【1. 推論式の構造】（1章-22章）
    - 【1. 序説】（1章-3章）
    - 【2. 推論の三格】（4章-22章）
    - 【3. 付説】（23章-26章）

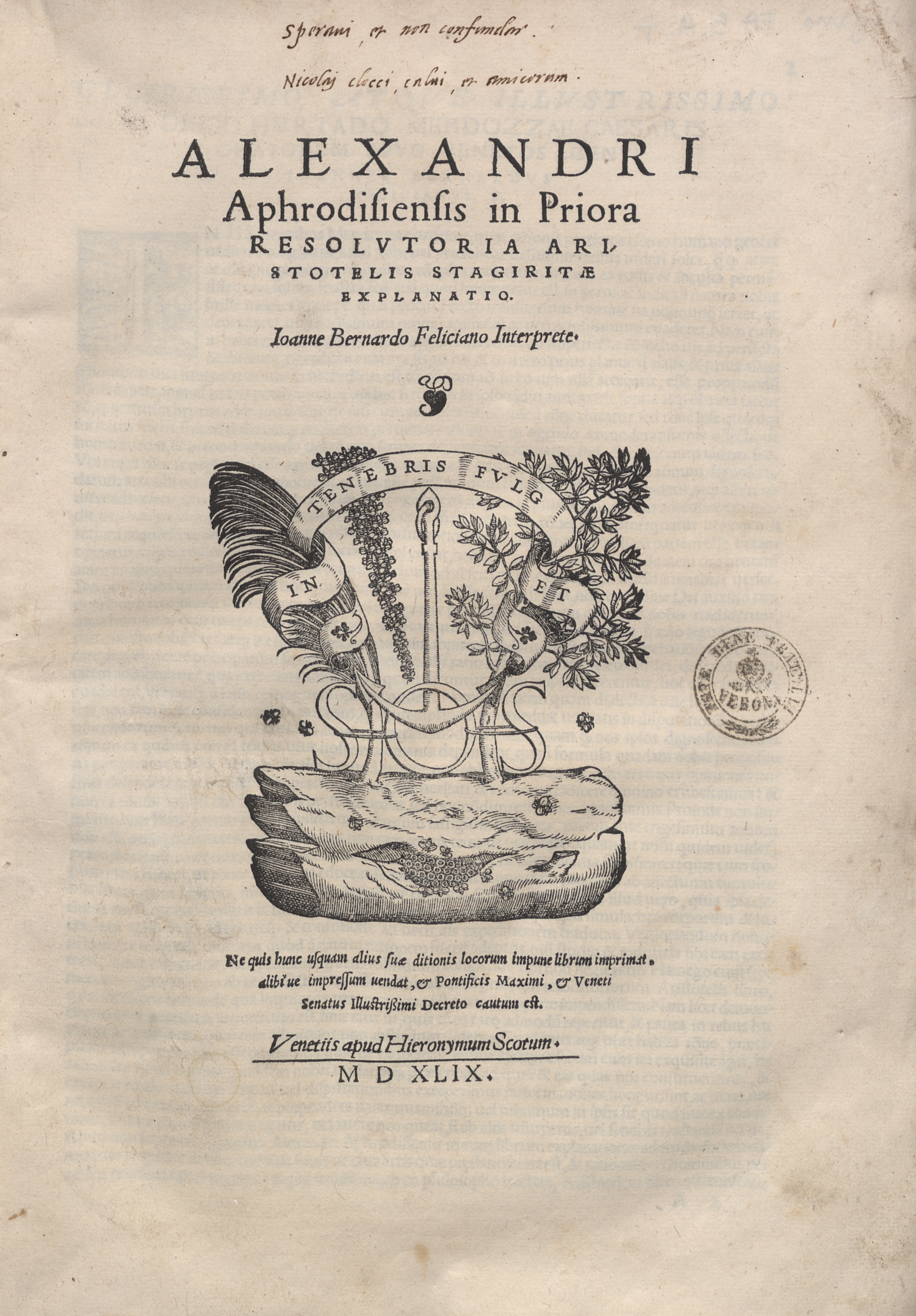
Commentaria in Analytica priora Aristotelis, 1549

  - 【2. 推論作成（「中項」発見）の方法】（27章-31章）
  - 【3. 推論格型式への分析法】（32章-46章）

- 第2巻 - 全27章。
  - 【1. 推論の変種】（1章-15章）
  - 【2. 誤謬論その他】（16章-22章）
  - 【3. 推論類似の方法】（23章-27章）

### 詳細

#### 第1巻
- 【1. 推論式の構造】
  - 【1. 序説】
    - 第1章 - 『分析論』の主題は「論証」である。「前提」「項」「推論」の意義。「完全な推論」と「不完全な推論」。「全体の内においてあること」と「全てについて述語されること」。
    - 第2章 - 「前提」（命題）の三様相。「単純様相前提」の換位。
    - 第3章 - 「必然様相前提」「許容様相前提」の換位。

  - 【2. 推論の三格】
    - 第4章 - 「単純様相推論」第一格。
    - 第5章 - 「単純様相推論」第二格。
    - 第6章 - 「単純様相推論」第三格。
    - 第7章 - 諸格に共通な諸性格。
      - 1. 大・小両項の交換による特殊な推論の成立。
      - 2. 全不完全推論の第一格への還元。
      - 3. 全推論の第一格全称推論への還元。

    - 第8章 - 両前提「必然様相」の推論。
    - 第9章 - 両前提の一方が「必然様相」、他方が「単純様相」の推論第一格。
    - 第10章 - 両前提の一方が「必然様相」、他方が「単純様相」の推論第二格。
    - 第11章 - 両前提の一方が「必然様相」、他方が「単純様相」の推論第三格。
    - 第12章 - 「必然様相」または「単純様相」の結論に必要な前提の様相。
    - 第13章 - 「許容様相推論」序説。
      - 1. 厳密な意味での「許容様相」と相補換位。
      - 2. その展開の二側面。
      - 3.「許容様相推論」の両前提。

    - 第14章 - 両前提「許容様相」の推論第一格。
    - 第15章 - 両前提の一方が「許容様相」、他方が「単純様相」の推論第一格。
    - 第16章 - 両前提の一方が「許容様相」、他方が「必然様相」の推論第一格。
    - 第17章 -
      - 1.「許容様相推論」第二格序説。
      - 2.「許容様相」全称否定前提の単純換位不可能。
      - 3. 両前提「許容様相」の推論第二格。

    - 第18章 - 両前提の一方が「許容様相」、他方が「単純様相」の推論第二格。
    - 第19章 - 両前提の一方が「許容様相」、他方が「必然様相」の推論第二格。
    - 第20章 - 
      - 1.「許容様相推論」第三格序説。
      - 2. 両前提「許容様相」の推論第三格。

    - 第21章 - 両前提の一方が「許容様相」、他方が「単純様相」の推論第三格。
    - 第22章 - 両前提の一方が「許容様相」、他方が「必然様相」の推論第三格。

  - 【3. 付説】
    - 第23章 - 全推論は三つの格のいずれかにおいて成立し、かつ全て「第一格全称推論」へ還元される。
    - 第24章 - 前提の「量」（特に全称の重要性）と「質」（様相などを含めて）。
    - 第25章 - 推論における「項」「前提」「結論」の数。
    - 第26章 - 各「格式」によって証明・反証される命題の種類 （命題の種類別による証明・反証の難易）。
- 【2. 推論作成（「中項」発見）の方法】
  - 第27章 - 「中項」発見のための原則。
    - 1. 主述連関による存在の三領域。
    - 2. 前提として、すなわち「中項」として選出されるべき事項の分割。
    - 3. 前提の全称の重要性。
    - 4. 述語または主語として選出されるべきでない事項。
    - 5.「たいていは」という様相における選出。
    - 6. 超越述語は「中項」となりにくい。

  - 第28章 - 「中項」選出各論。
    - 1. 問題分析各論。
    - 2. 同上再論。
    - 3. 第一にして最も一般普遍な「中項」。
    - 4.「中項」選出による推論諸格の成立。
    - 5. 超越述語は「中項」と成り得ない。
    - 6. 推論不成立に至る「中項」模索の方式。
    - 7. 反対または不両立に基づく「中項」選出。

  - 第29章 - 「中項」選出余論。
    - 1. 帰謬法における「中項」選出。
    - 2. 帰謬法以外の仮定法推論における「中項」選出。
    - 3. 仮定付加による特称推論の全称化。
    - 4. 様相推論における「中項」選出。
    - 5. 総括。

  - 第30章 - 個別学における「中項」ないし「推論」の諸原理選出。「経験」と「論証」。
  - 第31章 - 「分割法」への批判。
- 【3. 推論格型式への分析法】
  - 第32章 - 既成の推論風議論からの「両前提」「中項」の析出と各格への還元。
  - 第33章 - 諸項の連関方式の類似による錯誤。
  - 第34章 - 項抽出にまつわる誤謬。
  - 第35章 - 一語によって表現されない項に基づく錯誤。
  - 第36章 - 項の主郭・斜格による「～である」の多義性。
  - 第37章 - 述語類型をめぐる「～である」及び「真とされる」の多様性。
  - 第38章 - 増複項を持つ推論の分析。そのための「中項」析出。
  - 第39章 - 語と説明方式の代置。
  - 第40章 - 大項の限定・不限定。
  - 第41章 -
    - 1.「Aが～であるものの全てにBが～である」と「Aがその全てに～であるものの全てにBが～である」の差異。
    - 2. 諸項の「抽出挙示」は解説のために過ぎない。

  - 第42章 - 「複合推論」の分析。
  - 第43章 - 定義を目指す推論は定義項の内の問題点を項とせよ。
  - 第44章 - 
    - 1. 仮定からの諸推論一般の還元不可能性。
    - 2. 帰謬法推論の還元不可能性。
    - 3. その他の仮定からの諸推論も還元不可能。

  - 第45章 - 諸格相互への還元分析。
  - 第46章 - 否定をめぐる諸考察。
    - 1.「これではない」と「これではないものである」。
    - 2.「これである」「これでない」「これではないものである」「これでないものではない」の相互連関。
    - 3. 欠如態も「これではないものである」と同様。
    - 4. 部分否定。
    - 5.「これではない」と「これではないものである」の証明方式。
    - 6.「強選言命題」二組の連関方式。
    - 7.「矛盾」をめぐる錯誤。

#### 第2巻
- 【1. 推論の変種】
  - 第1章 - 同一前提からの多結論。
  - 第2章 - 偽前提からの真結論（偽装推論）第一格。
  - 第3章 - 偽前提からの真結論（偽装推論）第二格。
  - 第4章 - 偽前提からの真結論（偽装推論）第三格。
  - 第5章 - 第一格推論の循環証明。
  - 第6章 - 第二格推論の循環証明。
  - 第7章 - 第三格推論の循環証明。
  - 第8章 - 第一格推論の変換。
  - 第9章 - 第二格推論の変換。
  - 第10章 - 第三格推論の変換。
  - 第11章 - 帰謬推論第一格。
  - 第12章 - 帰謬推論第二格。
  - 第13章 - 帰謬推論第三格。
  - 第14章 - 帰謬法と直截証示法との連関。
  - 第15章 - 矛盾対立する両前提からの推論。
- 【2. 誤謬論その他】
  - 第16章 - 「論点先取」の誤謬。
  - 第17章 - 偽結論の原因の認定とその誤謬。
  - 第18章 - 偽結論の原因の所在。
  - 第19章 - 「論争法」1 - 防衛と攻撃の手法。
  - 第20章 - 「論争法」2 - 論駁。
  - 第21章 - 錯誤と知識の共存。
  - 第22章 - 
    - 1. 項転換を含む諸項連関の問題。
    - 2. 望ましいことと望ましくないことの比較量刑。
- 【3. 推論類似の方法】
  - 第23章 - 「帰納法」
  - 第24章 - 「例証法」
  - 第25章 - 「還元法」（帰着法）
  - 第26章 - 「異義」
  - 第27章 - 「徴標法」

## 訳書
- 『アリストテレス全集 1 分析論前書 分析論後書 ほか』 山本光雄、井上忠、加藤信朗訳 岩波書店、1971年
- 『新版 アリストテレス全集 2 分析論前書 分析論後書』 今井知正、河谷淳、高橋久一郎訳 岩波書店、2014年